# Nová levice
Nová levice (anglicky: New Left) je myšlenkový směr a společensko-politické hnutí levicového zaměření, prosazující se od 60. a 70. let 20. století zejména v USA a západoevropských zemích. Od pádu komunistických režimů a rozpadu bipolární světové soustavy se prosazuje i v tzv. postkomunistických středo- a východoevropských zemích včetně České republiky.

## Vznik
Kořeny nové levice tkví v intelektuálním kvasu a společenské atmosféře 60. let. Nová levice zdůrazňovala nespravedlnost a špatnost kulturních, morálních a společenských norem konzervativní buržoazní společnosti, jež považovala za zpátečnické a přežilé. V zásadě tak usilovala o vymanění se ze zažitých společenských norem, schémat a klišé. V souvislosti s novou levicí se proto někdy hovoří o tzv. „kulturní revoluci“, na rozdíl od revoluce sociální, související s idejemi tzv. staré levice. Filozoficky se nová levice prolíná do značné míry s postmodernismem, je ovlivněna např. poststrukturalismem a kritickou teorií (Jean Paul Sartre, André Gorz), frankfurtskou školou, H. Marcusem či J. Habermasem a dalšími.

## Charakteristika

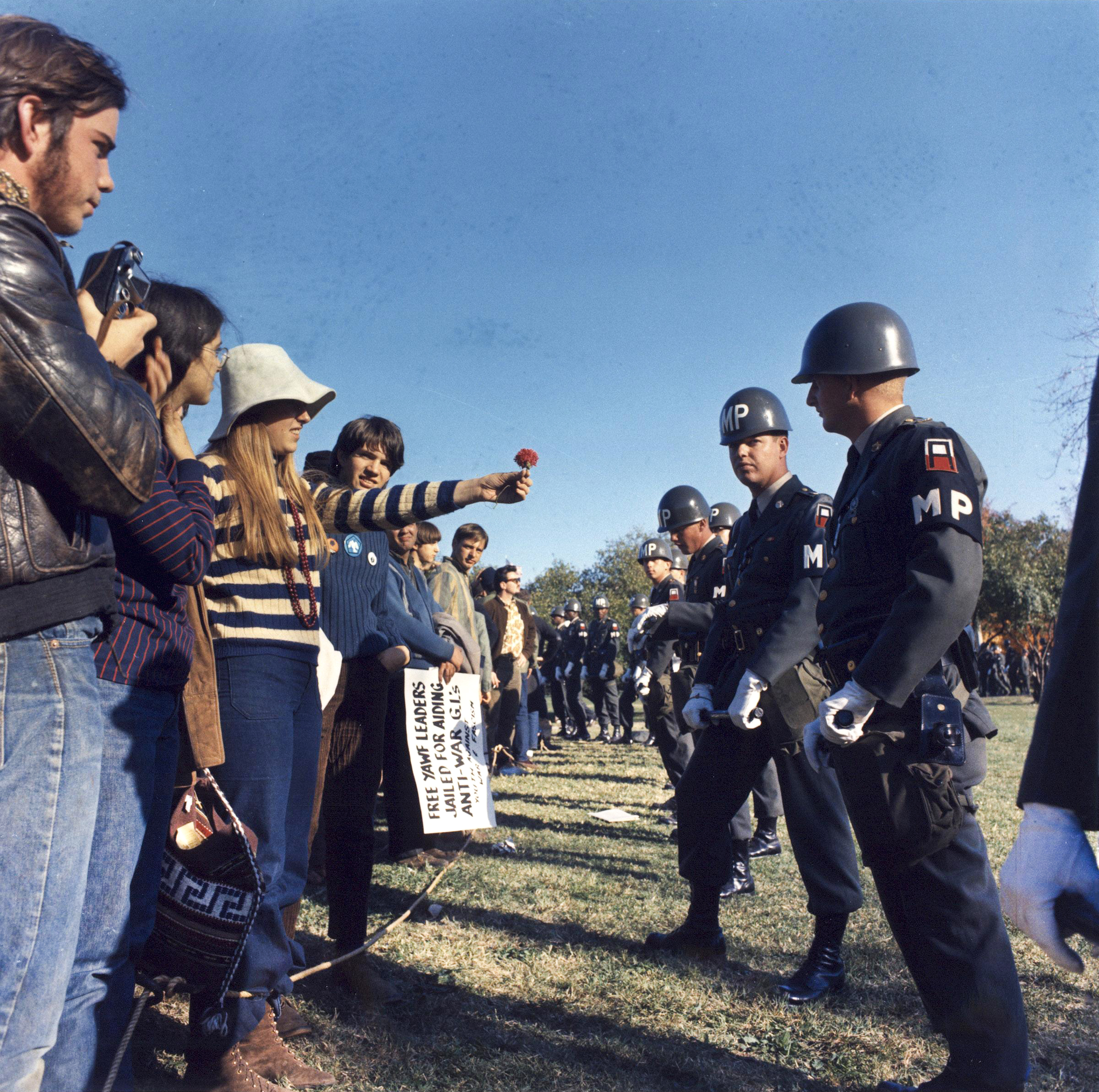
Demonstrantka nabízející květinu členovi vojenské policie během jednoho z mírových protestů proti válce ve Vietnamu, které byly blízce spojeny právě s novou levicí, říjen 1967

V podstatě jde spíše o konglomerát vzájemně blízkých myšlenek, postojů a zásad, než o jednolitý, pevně daný a vymezený politicko-filozofický směr, jako např. socialismus, liberalismus či konzervatismus. Program nové levice tradičně prosazuje sociálně liberální a progresivní myšlenky humanismu, pacifismu, multikulturalismu, feminismu, rasové/etnické rovnosti, silný důraz klade na ochranu životního prostředí, LGBTQ práva a boj s diskriminací; k myšlenkám nové levice může být řazen rovněž boj proti globalizaci a další. Obdobně jako u tzv. staré levice, tj. levice socialistického či sociálnědemokratického střihu, tvoří i u nové levice ústřední myšlenku idea rovnosti a spravedlnosti. Oproti prosazování ekonomické rovnosti, jakožto domény staré levice, se ovšem s ohledem na její programová témata zaměřuje spíše na rovnost a spravedlnost sociální.
Novou levici lze rozdělit také na dva směry podle jejího vztahu k problému globalizace. První z těchto směrů přistupuje ke globalizaci pozitivně (v Česku patří k reprezentantům tohoto směřování Petr Uhl, ve světě například Henri-Bernard Lévy). Druhý postoj je naopak ke globalizaci kritický (Noam Chomsky).
Novou myšlenkovou orientaci, jež postavila svobodně uvažující intelektuály nové levice proti tradiční levici je možné charakterizovat těmito body:
1. Nově je interpretována marxistická teorie, nová levice zdůrazňuje návrat k Marxovým raným spisům, klade se větší důraz na hledisko odcizení, než na vykořisťování. Hledá se spojení marxistické teorie s existencialismem a psychoanalýzou. Cílem nové levice je rovněž zbavit marxismus ztuhlosti a oddělit ho od současného institualizovaného marxismu.
2. Nově je definován socialistický společenský řád. Socialismus by neměl skončit sociální a politickou revolucí, uchopením moci a zestátněním výrobních prostředků. Cílem by mělo být odstranit odcizení člověka ve všech oblastech jeho života od volného času po rodinu.
3. Je vytvářena nová transformační strategie. Jednotlivec by se měl zbavit podřízeného vztahu vůči kolektivu. Měly by se vytvářet nové kulturní ideály a přenést se do subkultur, jako alternativa a protiváha ke stávajícím institucím.
4. Vzniká nová koncepce organizací. Klade se větší důraz na akci, než na organizaci, proto se nová levice profiluje jako hnutí a ne jako politická strana. Toto hnutí chce svět pochopit vlastním jednáním, veřejnost vyburcovat provokacemi a účastníky měnit právě účastí na daných akcích.
5. Proletariát již nemá být nositelem sociální změny. Podnět k transformaci společnosti by měla vyvolat odborně vyškolená dělnická třída, mladá inteligence a okrajové společenské skupiny.[1]

## Nová levice v České republice
V socialistickém Československu mělo mnohé z myšlenek nové levice tendence k prosazení se během procesu politického uvolnění koncem 60. let, tzv. pražského jara, kdy působilo Hnutí revoluční mládeže.
Invaze vojsk Varšavské smlouvy do Československa v srpnu 1968 a následný nástup normalizace však učinily těmto snahám přítrž. Během normalizačních let zůstal intelektuální diskurz blízký tezím nové levice doménou povětšinou uzavřených disidentských kruhů. Fakticky se tak nová levice v Československu etablovala až po politickém převratu v roce 1989, zejména v okruhu Občanského hnutí.
K čelným českým představitelům myšlenek či postojů, vycházejících z ideových kořenů nové levice, patří např. politici Petr Uhl a Jan Tamáš, filozofové Václav Bělohradský a Martin Škabraha, sociologové Jan Keller, Jiřina Šiklová a řada dalších. Podle mínění skupiny okolo Václava Klause měl k některým myšlenkám nové levice blízko i bývalý československý a český prezident Václav Havel.
Na české politické scéně prosazují v současnosti nejvíce z postojů nové levice zejména některé osobnosti a proudy v ČSSD (Jiří Dienstbier ml.) a zelené strany (Strana zelených a její levicová platforma Zelená re:vize, Klíčové hnutí Taťany Fischerové nebo hnutí Změna). Dále například menší levicové strany a hnutí jako Idealisté, Budoucnost nebo Levice.
V posledních letech prosazuje v ČR myšlenky nové levice zejména Česká pirátská strana.
O myšlenkách a struktuře nové levice v Česku pojednává kniha Budoucnost (2020) od publicistky Apoleny Rychlíkové.

## Kritika nové levice
Myšlenky nové levice bývají nejčastěji kritizovány z pravicově konzervativní části politického spektra. V kontrapozici vůči nové levici stojí zejména neokonzervatismus, pravicová politická doktrína, vzniklá v 80. letech 20. století v USA, prosazující společenský konzervatismus v kombinaci s ekonomickým liberalismem (neoliberalismem) a mocenskou hegemonií USA a jejich spojenců.